# Consejo Mundial de Lucha Libre
Consejo Mundial de Lucha Libre - відомий мексиканський реслінг-промоушн, штаб квартира якого базується в місті Мехіко. Самі шоу, окрім Мехіко, проводяться в Гвадалахарі, Пуеблі та в інших місцях центральної і південної Мексики. Буду заснованою в 1933 році, вік CMLL перевалив за восьмий десяток, тому її по праву можна вважати одним з найстаріших реслінг-промоушнів у світі.

## Історія
CMLL заснував "Батько Луча Лібре" Сальвадор Луттерот Гонзалес 21 вересня 1933 року. Промоушн почав швидко розвиватися, і вже за кілька років процвітав. Побутує думка: якщо ти ставав відомим в Луча Лібре, твоє ім'я ставало відомим всій Мексиці. Маючи таких зірок як Ель-Санто, Боббі Боналез, Тарзан Лопес, Кавернаріо Галіндо і Горі Герреро (батько Едді Герреро) Луа Лібре понад п'ятдесят років перебувала в авангарді мекиканського реслінгу.
У 1970 році Луттерот залишив компанію своєму сину Чаво. Ослаблена почтійними промоутерськими скандалами Луча Лібре була на крок до загибелі. Однак компанію врятувало диво. На початку 1990-их промоушн змінив свою назву на Consejo Mundial de Lucha Libre. Це було зроблено для покращення інтернаціонального іміджу компанії. В той же період Луча Лібре вперше з'явилась на телебаченні. Це призвело до величезного буму, адже до цього про події в Луча Лібре можна було дізнаватися виключно зі сторінок газет і вісників.
На початку 21 століття компанія невпинно розвивалась. Було залучено безліч як американських так і японських реслінг-промоушнів для взаємного просування молодих талантів.
19 вересня 2014, CMLL став другим промоушном в Америці після WWE, заробив понад $ 1 за виступ. Це відбулося на святкуванні 81 річниці створення Луча Лібре. Тоді в матчі зійшлися Атлантіс і Ультімо Герреро в матчі Маска проти Маски.

## Телебачення
Більшість грандіозних подій CMLL проводяться на Мехіко Арена в однойменному місті. Одне з найбільших тв-шоу на мексиканському телебаченні - шоу CMLL "Велика п'ятниця".
Основні покази шоу влаштовують Альфонсо Моралес, Леобардо Магадан і Мігель Лінарес. Шоу регулярно транслюються по Televisa в Мехіко і LATV в Сполучених Штатах. Колись телеканали Telelatino в Канаді і The Wrestling Channel у Великій Британії також транслювали поєдинки, але згодом показ припинили.
Хоча на деяких річницях шоу все ж таки роблять доступним в деяких країнах Європи, як наприклад на 74-ту річниця в Німеччині або 81-шу у Великій Британії.

## Титули і нагороди
| Титул                                     | Чемпіон                 | Дата виграшу      |
| ----------------------------------------- | ----------------------- | ----------------- |
| CMLL World Heavyweight Championship       | Ель Террібле            | 1 січня 2012      |
| CMLL World Light Heavyweight Championship | Енгел де Оро            | 28 жовтня 2014    |
| CMLL World Middleweight Championship      | Дракон Ройо, молодший   | 18 листопада 2011 |
| CMLL World Mini-Estrella Championship     | Астрал                  | 7 вересня 2014    |
| CMLL World Lightweight Championship       | Вірус                   | 7 червня 2011     |
| CMLL World Tag Team Championship          | Негро Касас і Шокер     | 13 червня 2014    |
| CMLL World Trios Championship             | Los Guerreros Laguneros | 28 березня 2014   |
| CMLL World Welterweight Championship      | Містіко                 | 16 лютого 2014    |
| CMLL World Women's Championship           | Марсела                 | 9 березня 2012    |
| CMLL Arena Coliseo Tag Team Championship  | Дельта і Герреро Мая    | 3 листопада 2013  |

## Галерея

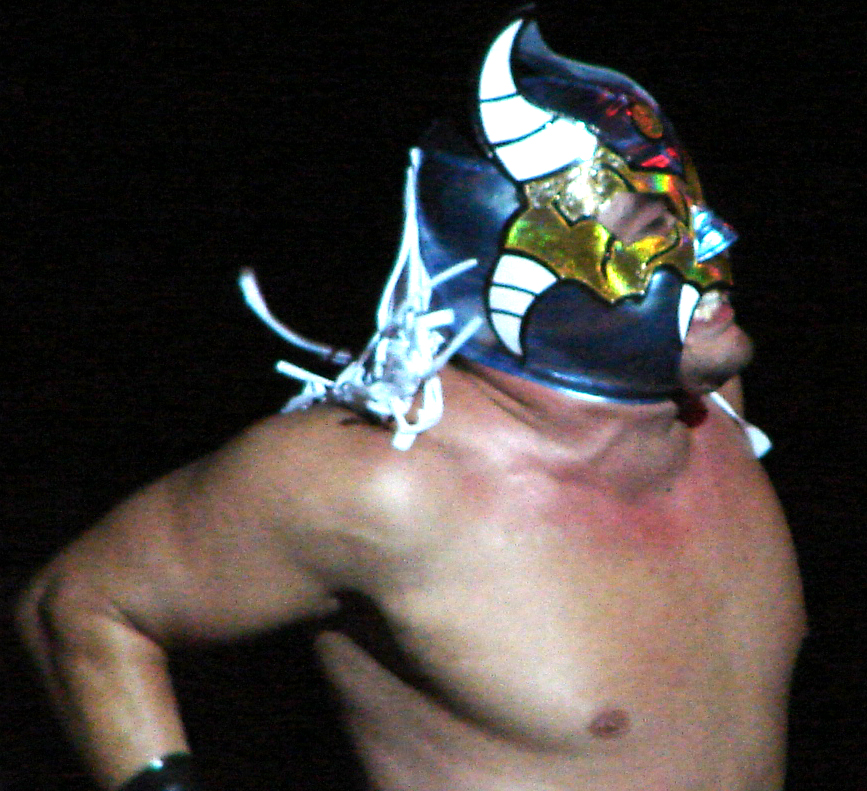
Аверно.
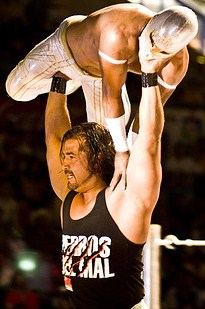
Гектор Гарза.
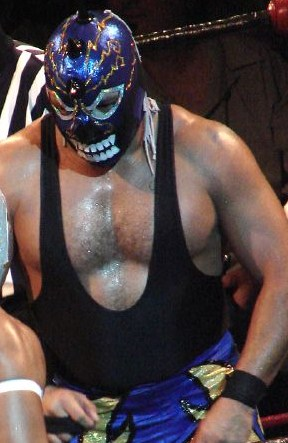
Мефісто.
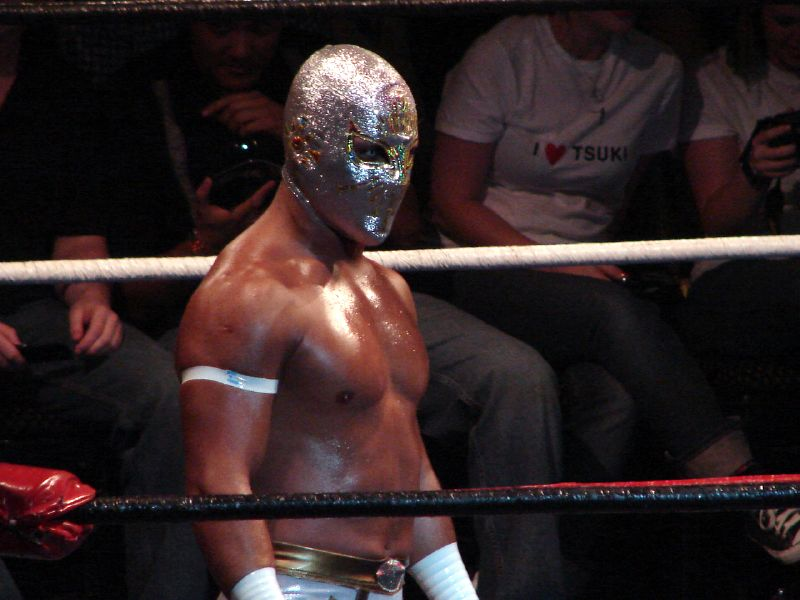
Містіко.
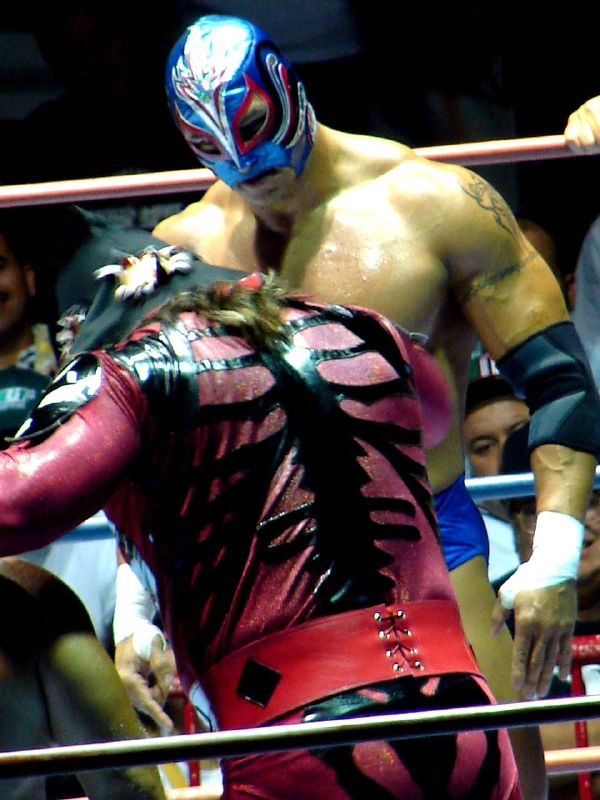
Олімпіко.
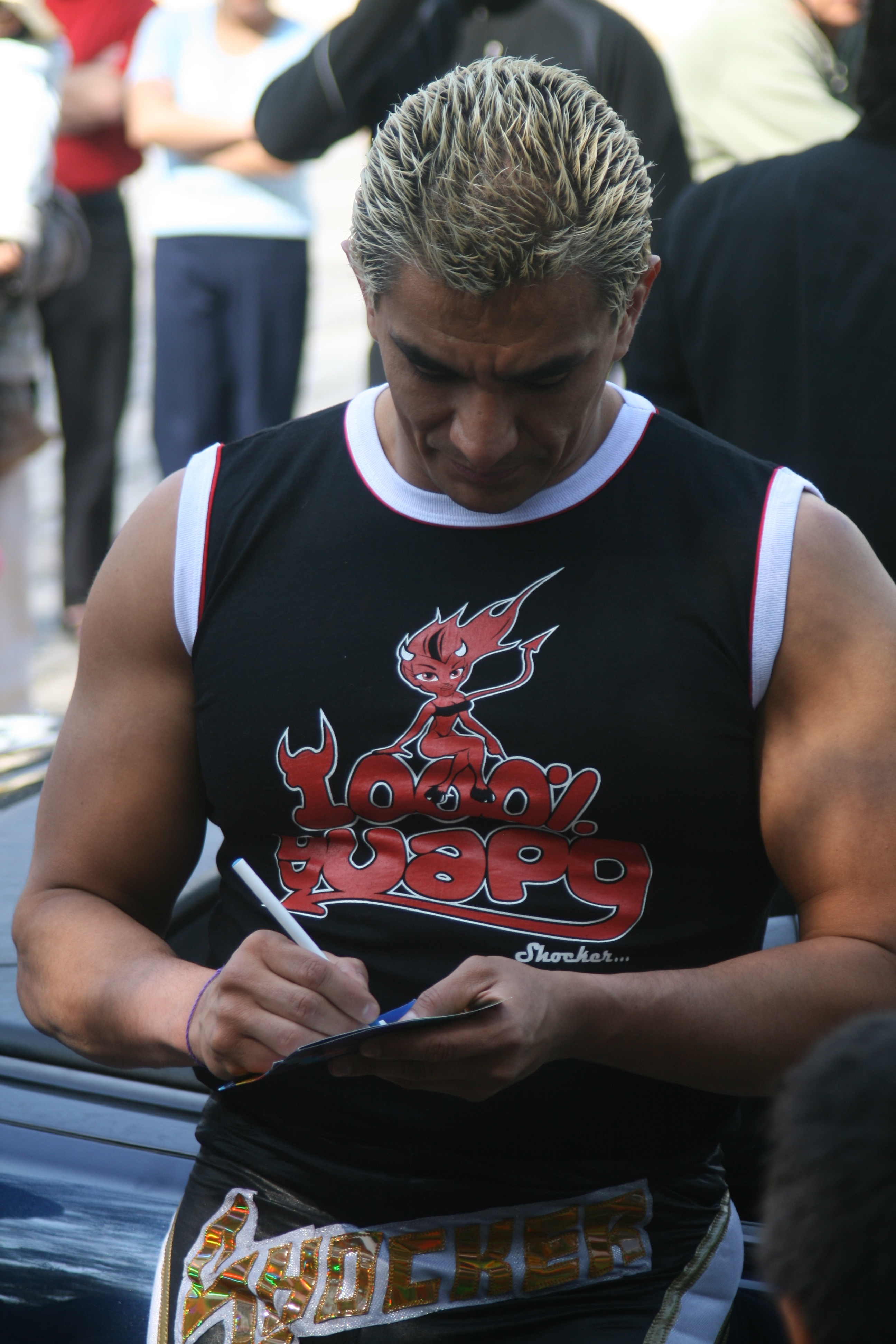
Шокер.
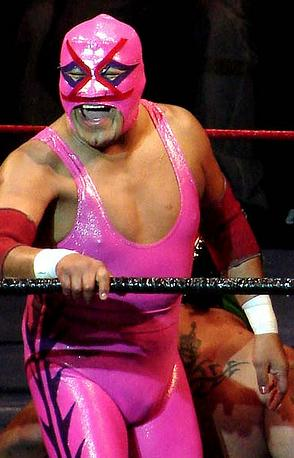
Віллано.
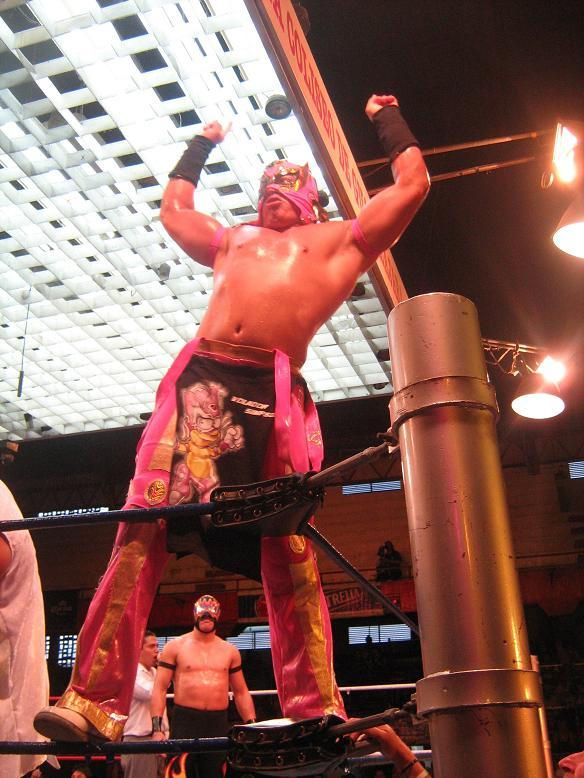
Воладор, молодший.